# TALCO Arena
El TALCO Arena es un estadio multiusos utilizado principalmente para partidos de fútbol y actualmente es la sede del Regar-TadAZ Tursunzoda de la Liga de fútbol de Tayikistán.

## Historia
El estadio fue inaugurado en 1960 inicialmente con capacidad para más de 3000 espectadores con el nombre Matallurg Stadium, nombre que tuvo el estadio hasta su primera remodelación en 1998 hecha por los constructores de la Tajik Aluminum Company (TALCO), la cual construyó una nueva gradería y la capacidad se expandió a más de 6000 espectadores.
En su segunda remodelación en 2003 se creó una gradería en los lados este y oeste y su capacidad aumentó a 13370 y tuvo reconstrucciones en 2008 y entre 2016 y 2017.

## Eventos
El estadio fue la sede de la fase final de la Copa Presidente de la AFC 2009 donde el Regar-TadAZ Tursunzoda fue el campeón.